# Asthena sachalinensis
Asthena sachalinensis là một loài bướm đêm trong họ Geometridae.